# Улко-Таммио
Улко-Таммио (фин. Ulko-Tammio, швед. Yttre Stamö — «Внешний Таммио (Стамё)») — остров в юго-восточной Финляндии. Расположен в Финском заливе Балтийского моря, близ российско-финляндской границы, в 12 км к югу от порта Хамина. Длина острова около 1,4 км. Входит в Национальный парк восточной части Финского залива. Административно относится к общине Хамина в области Кюменлааксо.
На острове Улко-Таммио со времён Второй мировой войны сохранились береговые орудия и пещера, предназначенная для укрытия солдат.
В северо-западной части острова находится бухта и гостевая пристань. На восточном берегу находится место для швартовки лодок и начинается эколого-туристический маршрут. Остров привлекает любителей наблюдений за птицами. Летом на остров можно попасть на пароме из Хамины, на острове дежурит гид из Лесного хозяйства Финляндии.